# Associazione Calcio Monza 1954-1955
Questa voce raccoglie le informazioni riguardanti l'Associazione Calcio Monza nelle competizioni ufficiali della stagione 1954-1955.

## Stagione
Al Monza, presieduto da Giovanni Battista Pastori per la seconda e ultima stagione, viene confermato sulla panchina Fioravante Baldi.
Lo stentato inizio di campionato con una sola vittoria ottenuta con la Salernitana (3-0), nelle prime nove giornate, convince la dirigenza a cambiare rotta ed a puntare su Carlo Alberto Quario.
La scossa del cambio allenatore risolleva i brianzoli che si assestano a metà classifica e raggiungono una tranquilla salvezza.
I migliori marcatori monzesi di questa stagione cadetta sono stati Guido Macor con sette reti e Giancarlo Forlani con sei reti.

## Rosa
| N. |                   | Ruolo | Calciatore           |
| -- | ----------------- | ----- | -------------------- |
| 1  | Italia (bandiera) | P     | Mario Ghirardi       |
| 1  | Italia (bandiera) | P     | Guido Visco Gilardi  |
| 4  | Italia (bandiera) | D     | Attilio Cattaneo     |
| 2  | Italia (bandiera) | D     | Carlo Colombetti     |
| 2  | Italia (bandiera) | D     | Francesco Copreni    |
| 3  | Italia (bandiera) | D     | Giacomo De Poli      |
| 4  | Italia (bandiera) | C     | Mario Corti          |
| 5  | Italia (bandiera) | C     | Sergio Magni         |
| 4  | Italia (bandiera) | C     | Alvaro Moreno        |
| 6  | Italia (bandiera) | C     | Giancarlo Pistorello |
| 6  | Italia (bandiera) | C     | Renato Spurio        |

| N. |                   | Ruolo | Calciatore          |
| -- | ----------------- | ----- | ------------------- |
| 11 | Italia (bandiera) | A     | Antonio Barengo     |
| 7  | Italia (bandiera) | A     | Paolo Bettolini     |
| 9  | Italia (bandiera) | A     | Pietro Brenna       |
| 10 | Italia (bandiera) | A     | Giovanni Calegari   |
| 10 | Italia (bandiera) | A     | Guido Del Grosso    |
| 8  | Italia (bandiera) | A     | Giancarlo Forlani   |
| 7  | Italia (bandiera) | A     | Gaetano Lusardi     |
| 9  | Italia (bandiera) | A     | Guido Macor         |
| 7  | Italia (bandiera) | A     | Giordano Mattavelli |
| 8  | Italia (bandiera) | A     | Carlo Tagnin        |

## Risultati

### Campionato

#### Girone di andata
| Arbitro: | Bonetto (Torino) |

|                |           |                |
| Del Grosso 50’ | Marcatori | 78’ Bonistalli |

| Arbitro: | Marangio (Roma) |

|            |           |  |
| Fabbri 85’ | Marcatori |  |

| Arbitro: | Adami (Roma) |

|                             |           |  |
| Trabattoni 72’ Lucchesi 83’ | Marcatori |  |

| Arbitro: | Piemonte (Monfalcone) |

|           |           |                  |
| Corti 87’ | Marcatori | 56’ Gianmarinaro |

| Arbitro: | Marchese (Napoli) |

|          |           |  |
| Sega 66’ | Marcatori |  |

| Arbitro: | Smorto (Reggio Calabria) |

|               |           |               |
| Bettolini 74’ | Marcatori | 35’ Pavanello |

| Arbitro: | Grillo (Napoli) |

|                |           |           |
| Del Grosso 62’ | Marcatori | 28’ Sanna |

| Arbitro: | Menchini (Udine) |

|                     |           |  |
| Macor 21’, 31’, 56’ | Marcatori |  |

| Arbitro: | Righi (Milano) |

|                                                                    |           |  |
| Bellini 32’ Santoni 43’ Moreno 82’ (aut.) Gritti 84’ Matteucci 89’ | Marcatori |  |

| Arbitro: | Valsecchi (Milano) |

|                    |           |                |
| Farinelli 55’, 62’ | Marcatori | 16’ Del Grosso |

| Arbitro: | Rigato (Mestre) |

|                                    |           |               |
| Tagnin 10’ Barengo 39’ Forlani 40’ | Marcatori | 35’ Bercarich |

| Arbitro: | Smorto (Reggio Calabria) |

|                                       |           |             |
| Novali 15’ Biagioli 33’ Marchetto 61’ | Marcatori | 77’ Barengo |

| Arbitro: | Fornari (Bologna) |

|             |           |  |
| Forlani 18’ | Marcatori |  |

| Parma 2 gennaio 1955 14ª giornata | Parma            | 0 – 0 | Simmenthal-Monza | Stadio Ennio Tardini\| Arbitro: \| Menchini (Udine) \| |
| Arbitro:                          | Menchini (Udine) |       |                  |                                                        |

| Arbitro: | Canepa (Genova) |

|             |           |                    |
| Fattori 52’ | Marcatori | 35’ (aut.) Zamboni |

| Arbitro: | Marchese (Napoli) |

|             |           |           |
| Forlani 74’ | Marcatori | 19’ Testa |

| Arbitro: | Fornari (Bologna) |

|                                         |           |  |
| Gobatto 34’ (aut.) Bordignon 62’ (aut.) | Marcatori |  |

#### Girone di ritorno
| Arbitro: | Gambarotta (Genova) |

|                              |           |  |
| Chiumento 19’ Stivanello 33’ | Marcatori |  |

| Arbitro: | Adami (Roma) |

|            |           |             |
| Forlani 4’ | Marcatori | 36’ Quoiani |

| Arbitro: | Canepa (Genova) |

|                       |           |               |
| Macor 54’ Copreni 66’ | Marcatori | 23’ Piccinini |

| Arbitro: | Smorto (Reggio Calabria) |

|             |           |  |
| Ponzoni 12’ | Marcatori |  |

| Monza 6 marzo 1955 22ª giornata | Simmenthal-Monza | 0 – 0 | Verona | Stadio Città di Monza\| Arbitro: \| Grillo (Roma) \| |
| Arbitro:                        | Grillo (Roma)    |       |        |                                                      |

| Arbitro: | Famulari (Messina) |

|                        |           |                  |
| Persi 2’ Pavanello 45’ | Marcatori | 5’, 52’ Calegari |

| Arbitro: | Fornari (Bologna) |

|             |           |  |
| Forlani 76’ | Marcatori |  |

| Arbitro: | Smorto (Reggio Calabria) |

|                     |           |  |
| Ghersetich 80’, 87’ | Marcatori |  |

| Monza 10 aprile 1955 26ª giornata | Simmenthal-Monza   | 0 – 0 | Como | Stadio Città di Monza\| Arbitro: \| Marchetti (Milano) \| |
| Arbitro:                          | Marchetti (Milano) |       |      |                                                           |

| Arbitro: | Ferrari (Milano) |

|                            |           |  |
| Pistorello 83’ Forlani 88’ | Marcatori |  |

| Arbitro: | Pieri (Trieste) |

|                                   |           |                         |
| Rebizzi 5’ Revere 78’ Caprile 80’ | Marcatori | 5’ Macor 85’ Pistorello |

| Monza 1º maggio 1955 29ª giornata | Simmenthal-Monza | 0 – 0 | Marzotto Valdagno | Stadio Città di Monza\| Arbitro: \| Moriconi (Roma) \| |
| Arbitro:                          | Moriconi (Roma)  |       |                   |                                                        |

| Arbitro: | Grandville (Roma) |

|                        |           |                        |
| Perin 18’ Traverso 45’ | Marcatori | 25’ Calegari 32’ Macor |

| Arbitro: | Grillo (Napoli) |

|                    |           |             |
| Cocconi 27’ (aut.) | Marcatori | 31’ Monardi |

| Arbitro: | Guarnaschelli (Pavia) |

|  |           |                                   |
|  | Marcatori | 13’ Gei 67’ Gasparini 78’ Fattori |

| Arbitro: | Caputo (Napoli) |

|                              |           |                |
| Motta 21’ De Poli 22’ (aut.) | Marcatori | 84’ Pistorello |

| Arbitro: | Lo Bello (Siracusa) |

|                   |           |                                   |
| Castaldi 44’, 60’ | Marcatori | 5’ Calegari 15’ Lusardi 66’ Macor |

## Statistiche
| Competizione | Punti | In casa | In casa | In casa | In casa | In casa | In casa | In trasferta | In trasferta | In trasferta | In trasferta | In trasferta | In trasferta | Totale | Totale | Totale | Totale | Totale | Totale | DR |
| Competizione | Punti | G       | V       | N       | P       | Gf      | Gs      | G            | V            | N            | P            | Gf           | Gs           | G      | V      | N      | P      | Gf     | Gs     | DR |
| ------------ | ----- | ------- | ------- | ------- | ------- | ------- | ------- | ------------ | ------------ | ------------ | ------------ | ------------ | ------------ | ------ | ------ | ------ | ------ | ------ | ------ | -- |
| Serie B      | 30    | 17      | 7       | 9       | 1       | 20      | 11      | 17           | 1            | 5            | 11           | 14           | 32           | 34     | 10     | 14     | 12     | 34     | 43     | -9 |

### Statistiche dei giocatori
| Giocatore        | Serie B  | Serie B | Serie B     | Serie B    |
| Giocatore        | Presenze | Reti    | Ammonizioni | Espulsioni |
| ---------------- | -------- | ------- | ----------- | ---------- |
| A. Barengo       | 32       | 2       | ?           | ?          |
| P. Bettolini     | 12       | 1       | ?           | ?          |
| P. Brenna        | 2        | 0       | ?           | ?          |
| G. Calegari      | 11       | 4       | ?           | ?          |
| A. Cattaneo      | 1        | 0       | ?           | ?          |
| C. Colombetti    | 23       | 0       | ?           | ?          |
| F. Copreni       | 30       | 1       | ?           | ?          |
| M. Corti         | 25       | 1       | ?           | ?          |
| G. De Poli       | 32       | 0       | ?           | ?          |
| G. Del Grosso    | 16       | 3       | ?           | ?          |
| G. Forlani       | 28       | 6       | ?           | ?          |
| M. Ghirardi      | 14       | -17     | ?           | ?          |
| G. Lusardi       | 1        | 1       | ?           | ?          |
| G. Macor         | 20       | 7       | ?           | ?          |
| S. Magni         | 34       | 0       | ?           | ?          |
| G. Mattavelli    | 7        | 0       | ?           | ?          |
| A. Moreno        | 2        | 0       | ?           | ?          |
| G. Pistorello    | 30       | 3       | ?           | ?          |
| R. Spurio        | 15       | 0       | ?           | ?          |
| C. Tagnin        | 19       | 1       | ?           | ?          |
| G. Visco Gilardi | 20       | -26     | ?           | ?          |

### Libri
- Almanacco illustrato del calcio 1955, Milano, Rizzoli Editore, dicembre 1954,  p. 170.
- Almanacco illustrato del calcio 1956, Milano, Rizzoli Editore, dicembre 1955,  p. 163.
- Giuseppe Matarrese, La storia del calcio - Campionato 1954-1955, Milano, Edizioni Giemme di Giuseppe Matarrese, 1991,  p. 184.
- Carlo Fontanelli, Annogol 1954-55, Empoli (FI), Geo Edizioni S.r.l., settembre 2001,  p. 50.
- Lino Rocca e Giorgio Vegetti, Bianco su rosso la storia del Calcio Monza, Monza (MI), Supplemento a "Il fedelissimo" stampato da Officina Grafica Brasca, 1977.
- Delbue, Fontanelli e Peduzzi, E non andremo mai in Serie A... 100 anni di MONZA almanacco biancorosso 1912-2012, Empoli (FI), Geo Edizioni S.r.l., 2012.
- Il Cittadino di Monza, consultabile online e conservato dalla Biblioteca Civica di Monza.